# Ștefan Grigorie
Ștefan Costel Grigorie (* 31. Januar 1982 in Segarcea, Kreis Dolj) ist ein ehemaliger  rumänischer Fußballspieler auf der Mittelfeldposition.

## Karriere

### Verein
In der Saison 1998/99 kam Grigorie in den Kader der ersten Mannschaft von Universitatea Craiova, wo er am 2. Juni 1999 zum ersten Mal in der Divizia A (heute Liga 1) auflief. In der darauffolgenden Spielzeit kam er zwar zu mehr Einsätzen und konnte seine ersten Tore erzielen, wurde aber in der Hinrunde 2000/01 an den Lokalrivalen UFC Electro Craiova in die Divizia B (heute Liga II) ausgeliehen. Nach seiner Rückkehr konnte er sich bei Uni Craiova als Stammspieler behaupten.
Im Jahr 2002 erhielt Grigorie die Gelegenheit zu Dinamo Bukarest und damit zum amtierenden rumänischen Meister zu wechseln. Auch bei Dinamo wurde er zum Stammspieler und gewann mit dem Klub die Meisterschaft 2004 sowie in den Jahren 2003, 2004 und 2005 dreimal in Folge den rumänischen Pokal. Grigorie glänzte dabei nicht nur als Torvorbereiter, sondern auch als Torschütze.
Trotz der Erfolge verließ Grigorie Dinamo im Jahr 2006 und wechselte zusammen mit seinem Teamkollegen Dan Alexa zum aufstrebenden Ligakonkurrenten FC Timișoara. In Timișoara konnte er sich aber nicht wie erwartet durchsetzen und kehrte bereits ein Jahr später nach Bukarest zurück, wo er einen Vertrag bei Rapid Bukarest unterschrieb. Mit Rapid konnte er nicht an frühere Erfolge anknüpfen. Erst in der Saison 2009/10 wurde er zum Stammspieler, die Mannschaft platzierte sich zumeist im Mittelfeld der Liga. Im Jahr 2011 gelang ihm mit Rapid wieder die Qualifikation zum Europapokal. Diesen Erfolg konnte er ein Jahr später wiederholen. Gleichzeitig zog er mit seiner Mannschaft ins Pokalfinale 2012 ein, unterlag dort aber Dinamo Bukarest mit 0:1.
Im Sommer 2013 verließ Grigorie Rapid und wechselte zu Apollon Limassol nach Zypern. Schon Anfang 2014 kehrte er nach Rumänien zurück, wo ihn der FC Brașov unter Vertrag nahm. Anfang 2015 zog er zu CS Concordia Chiajna weiter, ehe er im Sommer 2015 bei CSMS Iași unterschrieb. Anfang 2016 kehrte er nach Brașov zurück, das mittlerweile in der Liga II spielte.

### Nationalmannschaft
Grigorie bestritt zwei Spiele für die rumänische Fußballnationalmannschaft. Er debütierte am 12. Februar 2003 im Freundschaftsspiel gegen die Slowakei, als er in der 82. Minute für Mirel Rădoi eingewechselt wurde. In der Folgezeit wurde er von Nationaltrainer Anghel Iordănescu nicht mehr berücksichtigt, so dass er erst am 16. August 2006 im Freundschaftsspiel gegen Zypern zu seinem zweiten und letzten Einsatz kam. Auch der neue Nationaltrainer Victor Pițurcă baute danach nicht mehr auf ihn.

## Erfolge
- Rumänischer Meister: 2004
- Rumänischer Pokalsieger: 2003, 2004, 2005